# Escapades
Escapades ist ein Lied der US-amerikanischen Rapperin und Sängerin Azealia Banks. Es ist aus ihrem zweiten Studioalbum Fantasea II: The Second Wave. Die originale Version des Songs wurde am 26. Juni 2017 als kostenlose Streaming-Single auf SoundCloud veröffentlicht. Eine Radio-Version veröffentlichte sie am 9. August 2017 ebenfalls auf SoundCloud. Die finale Version wurde dann schlussendlich am 1. September 2017 auf iTunes und Spotify veröffentlicht. Es ist ein Teil ihrer Azealia Banks: North American Tour 2017 Tour.

## Veröffentlichung
Bis heute wurden vier verschiedene Versionen des Songs als Download oder nur als Streaming veröffentlicht.
| Nr. | Titel                       | Länge |
| --- | --------------------------- | ----- |
| 1.  | Escapades (48k Monitor Mix) | 3:53  |

| Nr. | Titel                  | Länge |
| --- | ---------------------- | ----- |
| 1.  | Escapades (Stereo Mix) | 4:04  |

| Nr. | Titel                  | Länge |
| --- | ---------------------- | ----- |
| 1.  | Escapades (Radio Edit) | 4:04  |

| Nr. | Titel     | Länge |
| --- | --------- | ----- |
| 1.  | Escapades | 4:04  |

## Musikvideo
Das Musikvideo zur Single wurde am 30. Oktober 2017 auf YouTube veröffentlicht und hat eine Länge von vier Minuten und zwei Sekunden. Zuvor wurden einige Szenen aus dem Video in einem Trailer auf ihrem Instagram-Account veröffentlicht.
Im Video ist Banks zu sehen, wie sie vor einem weißen Hintergrund verschiedene Tanzbewegungen ausführt. Zudem sieht man vor einem schwarzen Hintergrund einen Tänzer, der oberkörperfrei ist und eine dunkle Hose trägt.

## Rezension
Anna Gaca von Spin beschrieb die ersten beiden Versionen des Songs als noch "in-Arbeit".